# Леден щит
Леденият щит или ледников щит представлява покриващ ледник, чиято площ е над 50 000 км², а дебелината му – над 1000 м. Ледници, чиито размери са по-малки от 50 000 км², са определени като ледени шапки.
Сега съществуват само два ледени щита: единият е Антарктическият леден щит, а другият – Гренландският леден щит. Дебелината на Гренландския леден щит е до 3,4 км, а на Антарктическия – до 4,7 км.
Огромната маса на леда натиска литосферата в основата на ледения щит и я премества надолу със стотици метри. Под тежестта на ледения щит някои части на Гренландия се намират на 300 м под морското равнище, а на Антарктида – на 2500 м под морското равнище.Предполага се, че ако Гренландският леден щит се стопи, Гренландия ще се повдигне на около 600 м.